# 청포도 사랑
청포도 사랑은 한국에서 제작된 양인은 감독의 1966년 영화이다. 김희갑 등이 주연으로 출연하였고 김태현 등이 제작에 참여하였다.

## 출연

### 주연
- 김희갑
- 박지현
- 김칠성
- 남궁훈

## 제작진
- 조명: 김용모
- 미술: 강문식